# Базилдон
Базилдон (енгл. Basildon) је град у Уједињеном Краљевству у Енглеској у грофовији Есекс. Према процени из 2007. у граду је живело 101.811 становника. Налази се 40 километара источно од централног Лондона и 18 километара јужно од Челмсфорда који је административни центар Есекса.
Базилдон је настао 1948. као нови град после Другог светског рата да би се ту населило нарасло становништво Лондона. Град је формиран на подручју 4 села од којих је Базилдон било централно, па је град преузео то име. Иначе, ово село се први пут помиње у историјским изворима 1086.

## Становништво
Према процени, у граду је 2008. живело 101.811 становника.
| 1981.  | 1991.   | 2001.  |
| ------ | ------- | ------ |
| 94.800 | 100.924 | 99.876 |

## Партнерски градови
- Мо
- Хајлигенхаус